# Lazagurría
Lazagurría è un comune spagnolo di 215 abitanti situato nella comunità autonoma della Navarra.